# Пріперт
Пріперт (нім. Priepert) — громада в Німеччині, розташована в землі Мекленбург-Передня Померанія. Входить до складу району Мекленбургіше-Зенплатте. Складова частина об'єднання громад Мекленбургіше-Кляйнзенплатте.
Площа — 22,56 км2. Населення становить 317 ос. (станом на 31 грудня 2020).

## Галерея

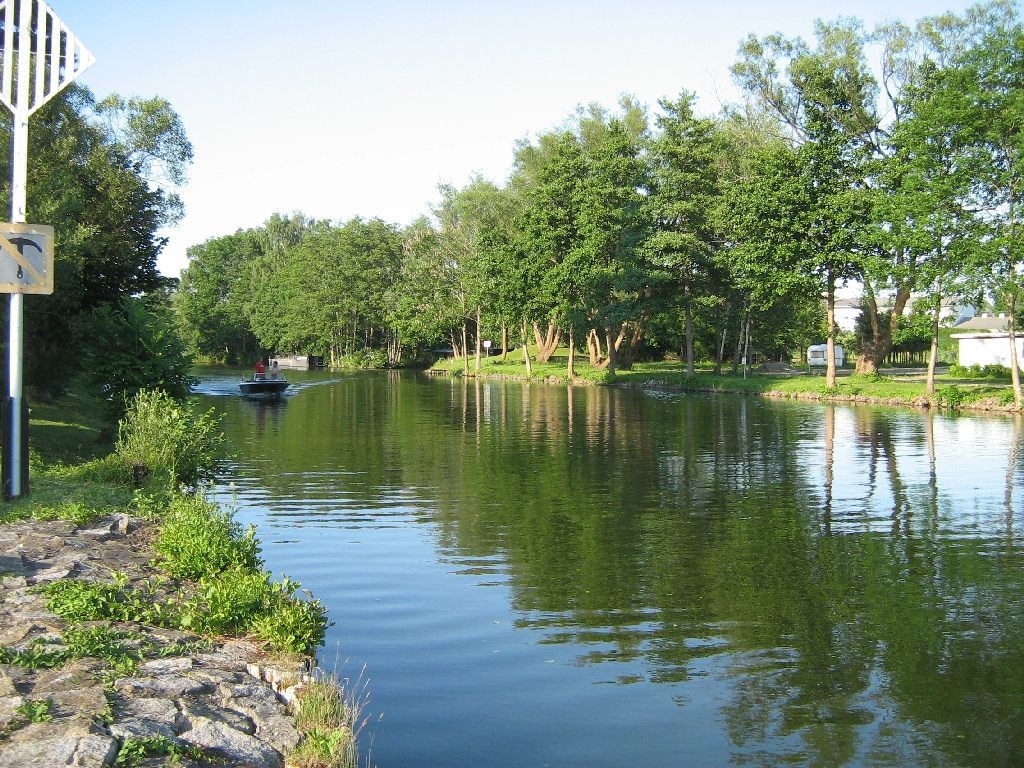